# Guardiões das Direções
Os Guardiões das Direções (Sânscrito Dikpālas / दिक्पाल)  deidades que controlam e protegem os quatro pontos cardeais.

## Nomes e atributos
Os nomes dos Dikpālas variam levemente, mas geralmente são os seguintes:
| Nome                      | Direção  | Mantra                  | Arma               | Consorte   | Graha (Planeta)            | Guardião Mātṛkā |
| ------------------------- | -------- | ----------------------- | ------------------ | ---------- | -------------------------- | --------------- |
| Cubera                    | Norte    | Oṃ Śaṃ Kuberāya Namaḥ   | Gadā (clava)       | Kuberajāyā | Buda (Mercúrio)            | Kumārī          |
| Iama                      | Sul      | Oṃ Maṃ Yamāya Namaḥ     | Daṇḍa (bastão)     | Yami       | Maṅgala (Marte)            | Varahi          |
| Indra                     | Leste    | Oṃ Laṃ Indrāya Namaḥ    | Vajra (Raio)       | Śacī       | Surya(sol)                 | Aindri          |
| Varuṇa                    | Oeste    | Oṃ Vaṃ Varuṇāya Namaḥ   | Pāśa (armadilha)   | Nalani     | Śani (Saturno)             | Varuṇī          |
| Īśāna                     | Nordeste | Oṃ Haṃ Īśānāya Namaḥ    | Triśūla (tridente) | Pārvatī    | Brahspati (Júpiter)        | Māheśvarī       |
| Agni                      | Sudeste  | Oṃ Raṃ Agnaye Namaḥ     | Śakti (Lança)      | Svāhā      | Śukra (Vênus)              | Meṣavāhinī      |
| Vāyu                      | Noroeste | Oṃ Yaṃ Vāyuve Namaḥ     | Aṅkuśa (aguilhão)  | Bhāratī    | Candra (Lua)               | Mṛgavāhinī      |
| Nirṛti (às vezes Rakṣasa) | Sudoeste | Oṃ Kṣaṃ Rakṣasāya Namaḥ | Khaḍga (espada)    | Khaḍgī     | Rāhu (Nodo lunar do norte) | Khaḍgadhāriṇī   |
| Brahmā                    | Zênite   | Oṃ Hriṃ Brahmaṇe Namaḥ  | Padma (lótus)      | Sarasvatī  | Ketu (Nodo lunar do sul)   | Brahmāni        |
| Viṣṇu                     | Nadir    | Oṃ Kliṃ Viṣṇave Namaḥ   | Chakra (disco)     | Lakṣmī     | Lagna                      | Vaiṣṇavī        |